# Jan Olof Andersson (skådespelare)
Jan Olof "Jolle" Andersson (senare Winnersjö), född 30 april 1947 i Johannes församling i Stockholm, är en svensk tidigare barnskådespelare som var aktiv 1953–1957.

## Filmografi[1]
- 1953 – Vingslag i natten
- 1954 – Gud Fader och tattaren
- 1954 – Skattefria Andersson
- 1955 – Hemsöborna
- 1955 – Fädernas kyrka
- 1956 – Tarps Elin
- 1956 – Pettersson i Annorlunda
- 1956 – Åsa-Nisse flyger i luften
- 1957 – Ingen morgondag

### Fotnoter
1. 1 2  ”Jan Olov Andersson”. Svensk Filmdatabas. http://www.sfi.se/sv/svensk-filmdatabas/Item/?type=PERSON&itemid=201284&ref=%2ftemplates%2fSwedishFilmSearchResult.aspx%3fid%3d1225%26epslanguage%3dsv%26searchword%3dJan+Olov+Andersson%26type%3dPerson%26match%3dBegin%26page%3d1%26prom%3dFalse. Läst 30 juli 2024.
2. ↑  Svenska dagstidningar 1953–1954 KB